# Gare de Kirkby Stephen Est
La Gare de Kirkby Stephen Est (Cumbria, Angleterre) se situait sur la ligne South Durham & Lancashire Union Railway entre la gare de Barnard Castle et Tebay. Elle desservait la ville de Kirkby Stephen. La station ouvre aux passagers le 8 août 1861 et ferme le 22 janvier 1962. Elle est en cours de restauration ainsi qu'un petit tronçon de voie par la Stainmore Railway Company.

## Traduction
- (en) Cet article est partiellement ou en totalité issu de l’article de Wikipédia en anglais intitulé « Kirkby Stephen East railway station » (voir la liste des auteurs).